# Uroš Velepec
Uroš Velepec, né le 17 mai 1967 à Dolsko, est un biathlète slovène.

## Biographie

### Carrière en biathlon
Frère du biathlète Jure Velepec, il commence le biathlon au niveau international en 1988 sous les couleurs yougoslaves, après des débuts en ski de fond, et représente le club SD Sokol. Il prend part à ses premiers championnats du monde en 1989, sans obtenir de top soixante. En 1992, après sa première  sélection aux Jeux olympiques à Albertville, il prend la quatrième place de la course par équipes des Championnats du monde à Novossibirsk. Aux Championnats du monde 1993, il se classe notamment septième du sprint, son meilleur résultat sur la scène internationale et son unique top dix.
Velepec fait ses adieux au biathlon international après les Jeux olympiques d'hiver de 1994 à Lillehammer.

### Après le biathlon
Velepec court l'Ultraman Triathlon, triathlon extrême en 2000 et le remporte. Il gagne de nouveau en 2001.
Il devient ensuite entraîneur de biathlon dans l'équipe slovène, ayant comme élève Jakov Fak notamment, puis travaille quatre ans avec l'Ukraine puis revient en 2018 en tant qu'entraîneur-chef de l'équipe slovène.
À la fin de la saison 2021-2022, il est nommé entraineur de l'équipe masculine d'Allemagne de biathlon. Il démissionne après les mondiaux de 2025. Par la suite, il devient entraineur de l'équipe masculine polonaise de biathlon.

## Palmarès

### Jeux olympiques d'hiver
| Épreuve / Édition   | Individuel | Sprint | Relais |
| ------------------- | ---------- | ------ | ------ |
| JO 1992 Albertville | —          | 68e    | 20e    |
| JO 1994 Lillehammer | —          | 36e    | 10e    |

Légende :
- — : pas de participation à l'épreuve

### Championnats du monde
| Épreuve / Édition | individuel     | Sprint         | Relais         | Épreuve par équipes |
| 1989 Feistritz    | 61e            | 72e            | 12e            | —                   |
| 1991 Lahti        | —              | —              | 11e            | 11e                 |
| 1992 Novossibirsk | JO Albertville | JO Albertville | JO Albertville | 4e                  |
| 1993 Borovets     | 47e            | 7e             | 13e            | 21e                 |

Légende :
- — : pas de participation à l'épreuve

### Coupe du monde
- Meilleur classement général : 30e en 1993.